# Velázquez (Uruguay)
Velázquez è un comune dell'Uruguay, situato nel Dipartimento di Rocha.